# HD 7158
HD 7158 — звезда, красный гигант, находящийся в созвездии Андромеда на расстоянии приблизительно 897,73 св. лет от Земли. По состоянию на 2007 год, радиус звезды оценивается в 25,13 солнечного радиуса. Исходя из положительной радиальной скорости, звезда удаляется от Солнца. Планет у HD 7158 обнаружено не было. Звезда видима невооружённым глазом на ночном небе.